# Championnat du Kazakhstan féminin de football 2022
Navigation
Saison 2021 Saison 2023
La saison 2022 du Championnat du Kazakhstan féminin de football est la 23e saison du championnat. Le BIIK Kazygurt, vainqueur de l'édition précédente, remet son titre en jeu.

## Organisation
Le championnat consiste en une poule unique de six équipes où toutes les équipes se rencontrent quatre fois. Chaque journée est en effet jouée une deuxième fois deux jours plus tard. L'équipe qui termine à la première place est sacrée championne. Les deux meilleures équipes sont qualifiées pour la Ligue des champions 2023-2024.

## Participants
| \| Kaisar Okjetpes BIIK Kazygurt SDYuSShOR n°17 Tomiris Turan Jas Sunkar \| Localisation des clubs engagés dans le championnat. |
| Kaisar Okjetpes BIIK Kazygurt SDYuSShOR n°17 Tomiris Turan Jas Sunkar                                                           |

| Club             | Ville     |
| ---------------- | --------- |
| BIIK Kazygurt    | Chymkent  |
| FK Okjetpes      | Kökşetaw  |
| FK Tomiris-Turan | Turkestan |
| SDYuSShOR n°17   | Chymkent  |
| Jas Sunkar       | Astana    |
| FK Kaisar        | Kyzylorda |

## Compétition
| Rang | Équipe            | Pts | J  | G  | N | P  | Bp  | Bc  | Diff |
| ---- | ----------------- | --- | -- | -- | - | -- | --- | --- | ---- |
| 1    | BIIK Kazygurt T C | 54  | 20 | 17 | 3 | 0  | 131 | 5   | +126 |
| 2    | Okjetpes          | 42  | 20 | 13 | 3 | 4  | 141 | 24  | +117 |
| 3    | Tomiris-Turan     | 41  | 20 | 13 | 2 | 5  | 109 | 27  | +82  |
| 4    | Jas Sunkar        | 22  | 20 | 7  | 1 | 12 | 27  | 122 | -95  |
| 5    | SDYuSShOR n°17    | 11  | 20 | 3  | 2 | 15 | 22  | 128 | -106 |
| 6    | Kaisar Kyzylorda  | 4   | 20 | 1  | 1 | 18 | 7   | 131 | -124 |

Qualifications européennes
Ligue des champions 2023-2024
- 1er et 2e : premier tour de qualification

Abréviations
- T : Tenant du titre
- C : Vainqueur de la Coupe du Kazakhstan 2022

## Statistiques individuelles
Source.
| Rg | Joueuse                   | Club          | Buts |
| -- | ------------------------- | ------------- | ---- |
| 1. | Marie Ngah Manga          | Okjetpes      | 42   |
| 2. | Gulnara Gabelia (en)      | BIIK Kazygurt | 25   |
| 2. | Anastassiya Vlassova (en) | Okjetpes      | 25   |